# Cistanthe arancioana
Cistanthe arancioana är en källörtsväxtart som beskrevs av Peralta. Cistanthe arancioana ingår i släktet Cistanthe och familjen källörtsväxter. Inga underarter finns listade i Catalogue of Life.